# Улек
Уле́к (рос. Улек) — річка в Граховському районі Удмуртії, Росія, ліва притока Юрашки.
Довжина річки становить 8 км. Бере початок на північний захід від села Верхня Ігра на Можгинської височини, впадає до Юрашки в селі Стара Ігра. У верхів'ї річка пересихає, в середній течії створено ставок.
На річці розташовані села Верхня Ігра та Стара Ігра, в обох селах збудовано автомобільні мости.